# Beate Schnitter
Beate Schnitter (* 20. August 1929 in Zürich; † 25. Januar 2023 in Küsnacht) war eine Schweizer Architektin.

## Leben und Berufseinstieg
Beate Schnitter diplomierte 1953 als Architektin an der ETH Zürich und arbeitete danach in Amsterdam, Paris und Zürich. Sie war väterlicherseits die Nichte von Gerold Schnitter und mütterlicherseits die Nichte der ersten selbständigen Architektin der Schweiz, Lux Guyer, und übernahm 1955 deren Büro in Zürich. Ihr Wohnhaus «Sunnebüel» in Küsnacht Itschnach ist ein Werk von Lux Guyer und wurde von Beate Schnitter renoviert.

## Laufbahn und Werk

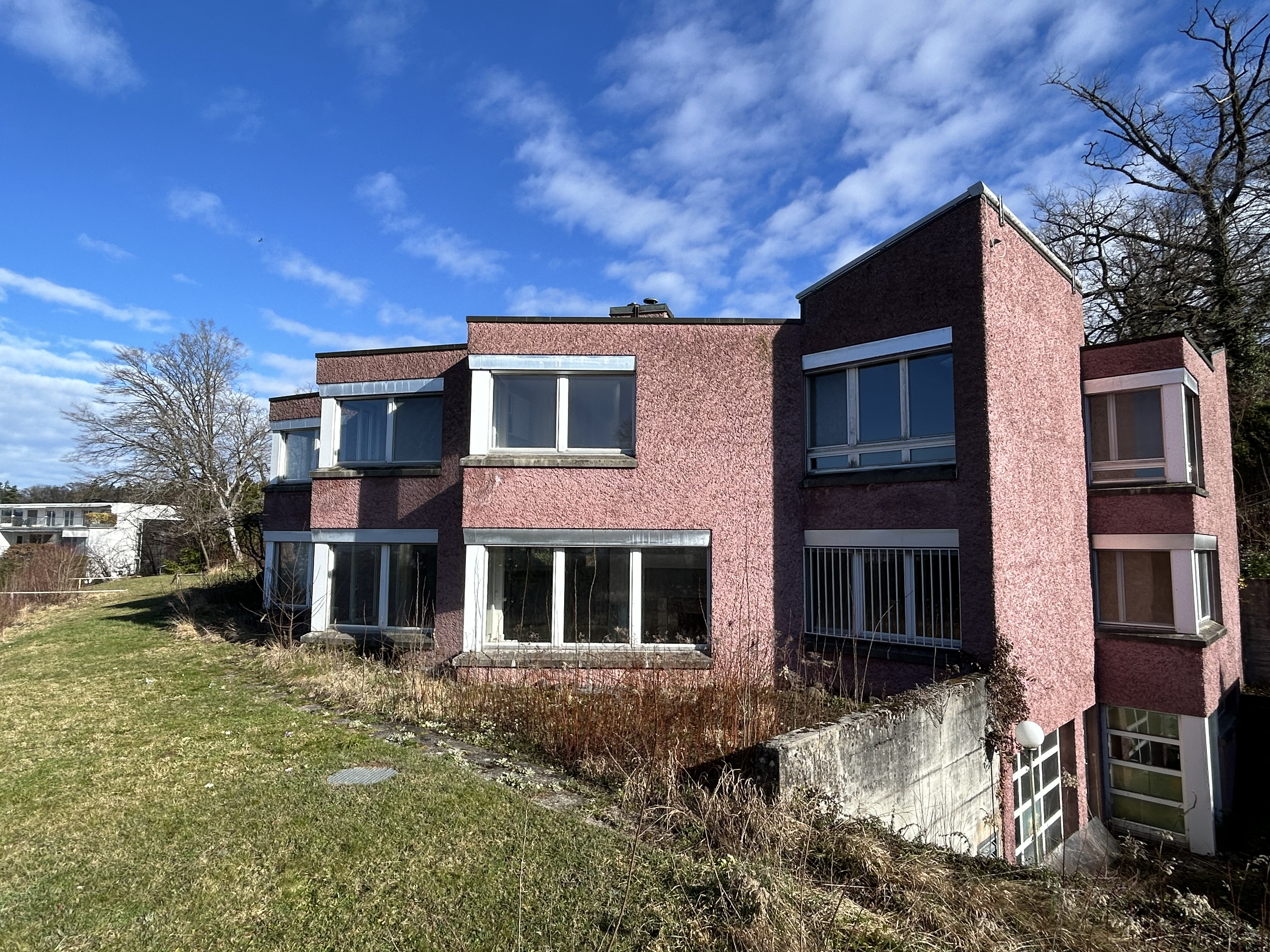
Villa Gelpke-Engelhorn, Februar 2024

1958 beteiligte sich Beate Schnitter als junge Frau an der Schweizerische Ausstellung für Frauenarbeit (SAFFA), wo sie die Ladenstrasse, die Ausstellung «Die Linie» und den Pressepavillon mitgestaltete. Sie entwarf zahlreiche Villen, Ferienhäuser und Wohnhäuser. Wichtige Werke sind die Überbauung Eiwog in Stäfa oder die Villa Gelpke-Engelhorn, beide aus den 1970er-Jahren. Letztere war vom Abbruch bedroht, konnte aber dank dem Einsatz des Zürcher Heimatschutzes gerettet werden. Vielbeachtet war auch ihre Restaurierung der 1864 von Gottfried Semper geschaffenen Eidgenössischen Sternwarte (1988–97).
1988–89 war sie eine der drei Architektinnen, die für die Ausstellung «SAFFA 1928, 1958 … 1988» im Architekturmuseum in Basel neue Werke schuf. Ihre Erinnerung an diese Ausstellung wurden aufgezeichnet anlässlich der vom Verein «créatrices. Frauen gestalten die Schweiz» ausgerichteten Jubiläumsveranstaltung «Drei Generationen».

## Kulturelles Engagement
Ebenfalls 1958 war Beate Schnitter Mitbegründerin der Zürcher Arbeitsgruppe für Städtebau. Architekturberaterin für den Heimatschutz und das Inventar schützenswerter Ortsbilder der Schweiz. Sie war Mitglied im Schweizerischen Ingenieur- und Architekten-Verein und im Bund Schweizer Architekten sowie im Zentralvorstand des Schweizer Heimatschutzes. Diese ernannte sie deshalb zum  Ehrenmitglied.
In der Zeit der neu aufflammenden Frauenbewegung um 1970 ergriff Beate Schnitter als eine von wenigen ihres Berufsstands das Wort und machte auf die Situation der Frau in der Baubranche aufmerksam. Sie lobte den «esprit de finesse» (Blaise Pascal) der Frauen und führte aus, dass Architektinnen sich der Bedürfnisse der Eigentümerschaft bewusster seien. Auch könnten sie die gleichzeitige und allgegenwärtige Alltagserfahrung von Hausarbeit und Mutterschaft besser nachvollziehen. Die Eigenschaft ihrer Wohnungslayouts, Bewegung zu begünstigen und dabei flexibel zu bleiben, bezeichnete sie als «rundherum denken» im architektonischen Entwurf.

## Film
- Lydia Trüb (Drehbuch und Regie), Heidi Bader (Kamera): Die vierte Dimension – Beate Schnitter, die Architektin. Calinba Film, 2020, 23 min., OV/d.[9][10]